# Holiday in St. Tropez (Film)
Holiday in St. Tropez ist ein österreichischer Schlagerfilm von Ernst Hofbauer aus dem Jahr 1964.

## Handlung
Carlos Fonti und seine Frau Marisa bauen an ihrem Hotel St. Tropez an der Adria, als plötzlich alle Arbeiter kündigen, weil sie lieber als Gastarbeiter nach Deutschland gehen wollen. Dadurch bleibt das Hotel kurz vor Saisonbeginn halb fertig. Dies betrübt Carlos umso mehr, da seine Nichte Vivi Sörensen als Miteigentümerin des Hotels in der Heimat bereits um Besucher wirbt. Vivi reist zum Hotel vor und schickt sofort ein Telegramm, dass die Buchungen storniert werden müssen. Das Telegramm kommt zu spät an, so dass die gesamte Reisegesellschaft um Reiseleiter Theo Reich bereits auf dem Weg an die Adria ist. Zu den Gästen zählen eine Gouvernante mit ihren sechs Schützlingen, die Journalistin Michaela sowie Philipp Kussmaul mit seinen beiden unerzogenen Kindern Rups und Rita. Seine resolute Ehefrau Friedericke, die mit Masern das Bett hüten muss, will nachkommen. Als alle das Hotel erreicht haben, ist guter Rat teuer. Kurzerhand schlagen die Urlauber im Hotelgarten Zelte auf.
Bald vergrößert sich die Reisegesellschaft, kommt doch die junge Carola Engelhard dazu. Sie wollte ursprünglich die Reise mit ihren Eltern antreten, die ihr eine Urlaubsfahrt zum bestandenen Abitur geschenkt haben. Die wohlhabenden Eltern hatten jedoch kurzfristig andere Pläne und Carola ist von zuhause ausgerissen. Am Hotel angekommen, nennt sie sich Brigitte und gibt sich als obdachlose Tochter armer Eltern aus. Auf dem Weg zum nächsten Ort, wo sie sich als Kellnerin bewerben will, wird sie von ihrer Freundin, der Verkäuferin Heidi Kirschmann, in einem edlen Cabrio eingeholt. Heidi hat sich mondän zurechtgemacht, hofft sie doch, sich an der Küste einen Millionär angeln zu können. Vivi wiederum macht die Bekanntschaft mit Michaelas Freund Ricki, während Michaela den trampenden Sänger Tommy kennenlernt.
Um die Aufmerksamkeit ihrer Eltern auf sich zu lenken, schickt Carola ihnen in Carlos’ Namen ein Telegramm, in dem sie um schnellstmögliche Ankunft von Robert und Liane Engelhard bittet, da sich Carola unmöglich benehme. Carlos wiederum bittet vor lauter Verzweiflung über die unerzogenen Kussmaul-Kinder telegrafisch um Friederickes Ankunft. Robert und Liane Engelhard kommen kurz darauf am Hotel an und werden von Heidi zur Bar gebracht, in der Carola regelmäßig auftritt. Die hat ihre Eltern schon erwartet, tanzt wild vor ihren Augen und zettelt eine Schlägerei an. Ihr Vater Robert rettet sie und sie verbringen die restlichen Urlaubstage gemeinsam im Zelt beim Hotel, wobei es Carola sogar gelingt, ihre Mutter aus den Fängen eines Betrügers zu retten. Heidi wiederum fällt fast auf einen falschen Millionär herein und kommt am Ende mit Theo Reich zusammen, der immerhin schon den richtigen Nachnamen hat. Vivi und Ricky verloben sich, während Michaela mit Tommy zusammenkommt. Am Ende reisen alle Urlauber zufrieden ab.

## Produktion
Holiday in St. Tropez wurde im jugoslawischen Makarska gedreht. Die Kostüme schuf Herbert Ploberger, die Filmbauten stammten von Sasa Kump. Der Film kam am 14. August 1964 in die deutschen Kinos.
Im Film werden zahlreiche Schlager gesungen oder gespielt:
- Gus Backus: Holiday in St. Tropez
- Manfred Schnelldorfer: Wenn du mal allein bist
- Acker Bilk: Stranger on the Shore
- Peggy March: Lady Music
- Billy Mo: Muss ein Seemann schwimmen können?
- Teddy Parker: Hätt ich ein weißes Sportcoupé
- Hannelore Auer: Ein Strand voll Kavaliere
- Vivi Bach: Let’s Shake
- Christa Martin: I Like the Beatles
- The Nilsen-Brothers: Hully Gully Fox
- Siw Malmkvist: Liebeskummer lohnt sich nicht (nur eingespielt)

## Kritik
Der film-dienst nannte die Handlung einen bloßen Vorwand zur Präsentation „schlapper Schlagernummern“. Der Spiegel bezog Holiday in St. Tropez in eine längere Kritik zum aktuellen deutschen Film mit ein, der der Ansicht des Magazins nach überall, nur nicht in Deutschland spiele:

„Bei ‚Holiday in St. Tropez‘ trieb die fragwürdige Internationalisierung besonders wunderliche Blüten: Dieser deutsche Film mit halbenglischem Titel wurde in Jugoslawien gedreht und spielt unter Jugoslawien-Urlaubern; seine Handlung kreist, den Titel zu rechtfertigen, um ein jugoslawisches Hotel namens ‚St. Tropez‘ und präsentiert den deutschen Eislauf-Meister Manfred Schnelldorfer als schlagersingenden französischen Polizisten.“